# Мартелло
Мартелло (італ. Martello) — муніципалітет в Італії, у регіоні Трентіно-Альто-Адідже,  провінція Больцано.
Мартелло розташоване на відстані близько 540 км на північ від Рима, 60 км на північний захід від Тренто, 45 км на захід від Больцано.

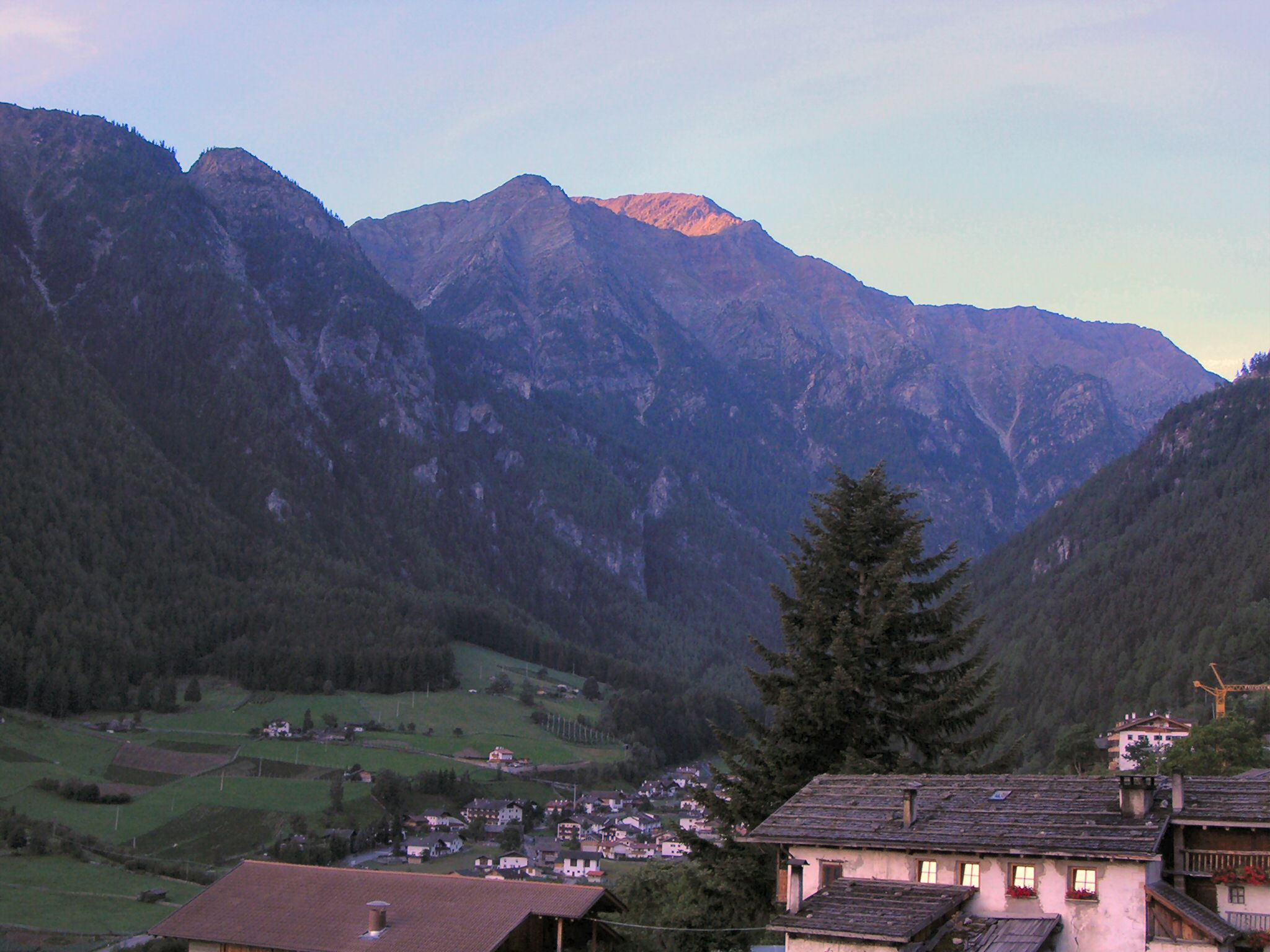

Населення — 883 особи (2014).

## Демографія
Населення за роками:

Станом на 1 січня 2023 року в муніципалітеті офіційно проживало 35 іноземців з 10 країн, серед них 27 громадян країн Євросоюзу.

## Сусідні муніципалітети
- Лачес
- Лаза
- Пеїо
- Раббі
- Сіландро
- Стельвіо
- Ультімо
- Вальфурва